# Terayama Tsubasa
Tsubasa Terayama (sinh ngày 10 tháng 4 năm 2000) là một cầu thủ bóng đá người Nhật Bản.

## Sự nghiệp câu lạc bộ
Tsubasa Terayama đã từng chơi cho FC Tokyo.